# Berglauf-Weltmeisterschaften 2010
Die 26. Berglauf-Weltmeisterschaften (26th World Mountain Running Championships) der World Mountain Running Association (WMRA) fanden am 5. September 2010 in der slowenischen Stadt Kamnik statt. Sie bestanden aus vier Wettkämpfen, die auf die Velika Planina führten. Die Männer bewältigten einen Kurs von 12 km Länge mit einem Nettoanstieg von 1220 Höhenmetern (1295 m bergauf und 75 m bergab). Die Frauen und Junioren starteten über eine Strecke von 8,5 km mit einem Nettoanstieg von 960 Höhenmetern (1035 m bergauf und 75 m bergab) und die Juniorinnen über eine Strecke von 4,5 km mit einem Nettoanstieg von 420 Höhenmetern (430 m bergauf und 10 m bergab).
Für die Seniorenbewerbe waren Athleten zugelassen, die am 31. Dezember 2010 mindestens 18 Jahre alt waren, für die Juniorenbewerbe solche, die am 31. Dezember 2010 zwischen 16 und 19 Jahre alt waren.
Bei allen Bewerben gab es je eine Teamwertung, in der bei den Männern die Platzierungen der besten vier, bei den Frauen und Junioren die der besten drei und bei den Juniorinnen die der beiden besten Läufer jeder Nation addiert wurden.
39 Länder nahmen an den Weltmeisterschaften teil, so viele wie noch nie zuvor. 

## Ergebnisse

### Männer

#### Einzelwertung
| Platz                                                        | Athlet                    | Zeit (min) |
| ------------------------------------------------------------ | ------------------------- | ---------- |
| 1                                                            | Samson Kiflemariam        | 56:25      |
| 2                                                            | Azerya Teklay Weldemariam | 56:28      |
| 3                                                            | Geofrey Kusuro            | 56:57      |
| 4                                                            | Petro Manu Shaku          | 57:00      |
| 5                                                            | Stephen Kiprotich         | 57:16      |
| 6                                                            | Abraham Kidane Habtom     | 57:55      |
| 7                                                            | Ahmet Aslan               | 58:14      |
| 8                                                            | Jonathan Wyatt            | 58:23      |
| Platzierungen von Teilnehmern aus deutschsprachigen Ländern: |                           |            |
| 13                                                           | David Schneider           | 1:00:07    |
| 33                                                           | Markus Hohenwarter        | 1:02:28    |
| 41                                                           | Simon Lechleitner         | 1:03:19    |
| 44                                                           | René Stöckert             | 1:03:35    |
| 50                                                           | Martin Anthamatten        | 1:03:58    |
| 53                                                           | Alois Redl                | 1:04:11    |
| 55                                                           | Matthias Hecktor          | 1:04:18    |
| 58                                                           | Korbinian Schönberger     | 1:04:33    |
| 67                                                           | Jürgen Mock               | 1:05:22    |
| 74                                                           | Josef Beha                | 1:05:56    |
| 85                                                           | Thomas Summer             | 1:07:14    |
| 89                                                           | Thomas Göpfert            | 1:07:48    |
| 94                                                           | Martin Mausser            | 1:08:15    |

149 Läufer erreichten das Ziel.
Gerd Frick (ITA) aus Südtirol kam auf den 35. Rang.

#### Teamwertung
| Platz | Land und Athleten                                                                           | Gesamtpunktzahl und Einzelplatzierung |
| ----- | ------------------------------------------------------------------------------------------- | ------------------------------------- |
| 1     | Eritrea Samson Kiflemariam Azerya Teklay Weldemariam Petro Manu Shaku Abraham Kidane Habtom | 13 01 02 04 06                        |
| 2     | Vereinigte Staaten Joe Gray Max King Tommy Manning Eric Blake                               | 71 10 16 18 27                        |
| 3     | Italien Gabriele Abate Marco De Gasperi Bernard Dematteis Antonio Toninelli                 | 77 11 17 24 25                        |

24 Teams kamen in die Wertung. Die österreichische Mannschaft belegte mit 194 Punkten den neunten und die deutsche mit 231 Punkten den elften Platz.

### Frauen

#### Einzelwertung
| Platz                                                        | Athletin                   | Zeit (min) |
| ------------------------------------------------------------ | -------------------------- | ---------- |
| 1                                                            | Andrea Mayr                | 49:30      |
| 2                                                            | Valentina Belotti          | 50:08      |
| 3                                                            | Martina Strähl             | 50:42      |
| 4                                                            | Swetlana Semowa            | 51:02      |
| 5                                                            | Mateja Kosovelj            | 51:24      |
| 6                                                            | Antonella Confortola Wyatt | 52:19      |
| 7                                                            | Jelena Ruchljada           | 52:30      |
| 8                                                            | Claudia Helfenberger       | 52:35      |
| Platzierungen von Teilnehmern aus deutschsprachigen Ländern: |                            |            |
| 10                                                           | Bernadette Meier-Brändle   | 52:57      |
| 41                                                           | Margit Eglseder            | 58:03      |
| 47                                                           | Tanja Eberhart             | 58:55      |
| 48                                                           | Alexandra Bott             | 59:00      |
| 53                                                           | Marion Kapuscinski         | 59:51      |

69 Läuferinnen erreichten das Ziel.

#### Teamwertung
| Platz | Land und Athletinnen                                                      | Gesamtpunktzahl und Einzelplatzierung |
| ----- | ------------------------------------------------------------------------- | ------------------------------------- |
| 1     | Italien Valentina Belotti Antonella Confortola Wyatt Maria Grazia Roberti | 17 02 06 09                           |
| 2     | Schweiz Martina Strähl Claudia Helfenberger Bernadette Meier-Brändle      | 21 03 08 10                           |
| 3     | Russland Swetlana Semowa Jelena Ruchljada Jelena Nagowizyna               | 36 04 07 25                           |

13 Teams kamen in die Wertung. Die österreichische Mannschaft belegte mit 89 Punkten den achten Platz.

### Junioren

#### Einzelwertung
| Platz                                                        | Athlet                | Zeit (min) |
| ------------------------------------------------------------ | --------------------- | ---------- |
| 1                                                            | Yossief Andemichael   | 42:30      |
| 2                                                            | Ridvan Bozkurt        | 46:00      |
| 3                                                            | Jente Joly            | 46:29      |
| Platzierungen von Teilnehmern aus deutschsprachigen Ländern: |                       |            |
| 8                                                            | Anton Palzer          | 48:44      |
| 9                                                            | Fabian Alraun         | 49:03      |
| 10                                                           | Martin Mattle         | 49:07      |
| 15                                                           | Daniel Lustenberger   | 49:48      |
| 16                                                           | Matthias Dorfer       | 49:51      |
| 21                                                           | Jean-Baptiste Salamin | 50:33      |
| 46                                                           | David Brunner         | 53:03      |
| 59                                                           | Christoph Aschaber    | 56:50      |
| 66                                                           | Jérémy Hunt           | 59:52      |

76 Läufer erreichten das Ziel.

#### Teamwertung
| Platz | Land und Athleten                                      | Gesamtpunktzahl und Einzelplatzierung |
| ----- | ------------------------------------------------------ | ------------------------------------- |
| 1     | Türkei Ridvan Bozkurt Ergin Ulaş Sebahattin Yıldırımcı | 20 02 04 14                           |
| 2     | Deutschland Anton Palzer Fabian Alraun Matthias Dorfer | 33 08 09 16                           |
| 3     | Italien Paolo Ruatti Massimo Farcoz Andrea Debiasi     | 41 11 12 18                           |

19 Teams kamen in die Wertung.  Die Schweizer Mannschaft belegte mit 102 Punkten den zehnten und die österreichische mit 115 Punkten den 13. Platz.

### Juniorinnen

#### Einzelwertung
| Platz                                                        | Athletin             | Zeit (min) |
| ------------------------------------------------------------ | -------------------- | ---------- |
| 1                                                            | Yasemin Can          | 24:04      |
| 2                                                            | Burcu Dağ            | 24:42      |
| 3                                                            | Adélaïde Panthéon    | 24:48      |
| Platzierungen von Teilnehmern aus deutschsprachigen Ländern: |                      |            |
| 17                                                           | Susanne Mair         | 27:29      |
| 19                                                           | Nora Coenen          | 27:36      |
| 22                                                           | Michelle Maier       | 27:51      |
| 31                                                           | Sophie Wallner       | 28:52      |
| 37                                                           | Christina Mandlbauer | 29:34      |

51 Läuferinnen erreichten das Ziel.

#### Teamwertung
| Platz | Land und Athletinnen                                   | Gesamtpunktzahl und Einzelplatzierung |
| ----- | ------------------------------------------------------ | ------------------------------------- |
| 1     | Türkei Yasemin Can Burcu Dağ                           | 03 01 02                              |
| 2     | Rumänien Cristina Negru Denisa Dragomir                | 13 05 08                              |
| 3     | Vereinigtes Königreich Catriona Buchanan Becky Lambson | 19 07 12                              |

17 Teams kamen in die Wertung. Die deutsche Mannschaft belegte mit 41 Punkten den neunten und die österreichische mit 48 Punkten den zehnten Platz.